# Eichenbirkig
Eichenbirkig ist ein Gemeindeteil der Stadt Waischenfeld im Landkreis Bayreuth (Oberfranken, Bayern). Die Gemarkung Eichenbirkig hat eine Fläche von 3,496 km². Sie ist in 358 Flurstücke aufgeteilt, die eine durchschnittliche Flurstücksfläche von 9764,18 m² haben. In ihr liegen neben dem namensgebenden Ort die Gemeindeteile Rabeneck und Schönhof.

## Geografie
Das in der Fränkischen Schweiz gelegene Dorf Eichenbirkig liegt etwa drei Kilometer südsüdwestlich des Ortszentrums von Waischenfeld auf einer Höhe von 437 m ü. NHN.

## Geschichte
Bis zum Beginn des 19. Jahrhunderts unterstand Eichenbirkig zusammen mit dem Nachbarort Köttweinsdorf der Landeshoheit von reichsunmittelbaren Adeligen, die sich in dem zum Fränkischen Ritterkreis gehörenden Ritterkanton Gebürg organisiert hatten. Die Dorf- und Gemeindeherrschaft übte dabei in beiden Dorfmarkungen die Adelsfamilie der von Schönborn aus. Die Wahrnehmung der Hochgerichtsbarkeit stand den zum Hochstift Bamberg gehörenden Amt Waischenfeld in seiner Rolle als Centamt zu. Als die reichsritterschaftlichen Territorien im Bereich der Fränkischen Schweiz infolge des Reichsdeputationshauptschlusses mediatisiert wurden, wurde Eichenbirkig unter Bruch der Reichsverfassung am 1. November 1805 vom Kurfürstentum Pfalz-Baiern annektiert. Damit wurde das Dorf zum Bestandteil der bei der „napoleonischen Flurbereinigung“ in Besitz genommenen neubayerischen Gebiete, was erst im Juli 1806 mit der Rheinbundakte nachträglich legalisiert wurde.
Durch die Verwaltungsreformen zu Beginn des 19. Jahrhunderts im Königreich Bayern wurde Eichenbirkig mit dem Zweiten Gemeindeedikt im Jahr 1818 eine Ruralgemeinde, die 1865 in die Gemeinde Rabeneck eingegliedert wurde. Im Zuge der Gebietsreform in Bayern wurde Eichenbirkig zusammen mit der gesamten Gemeinde Rabeneck in die Stadt Waischenfeld inkorporiert.

## Baudenkmal

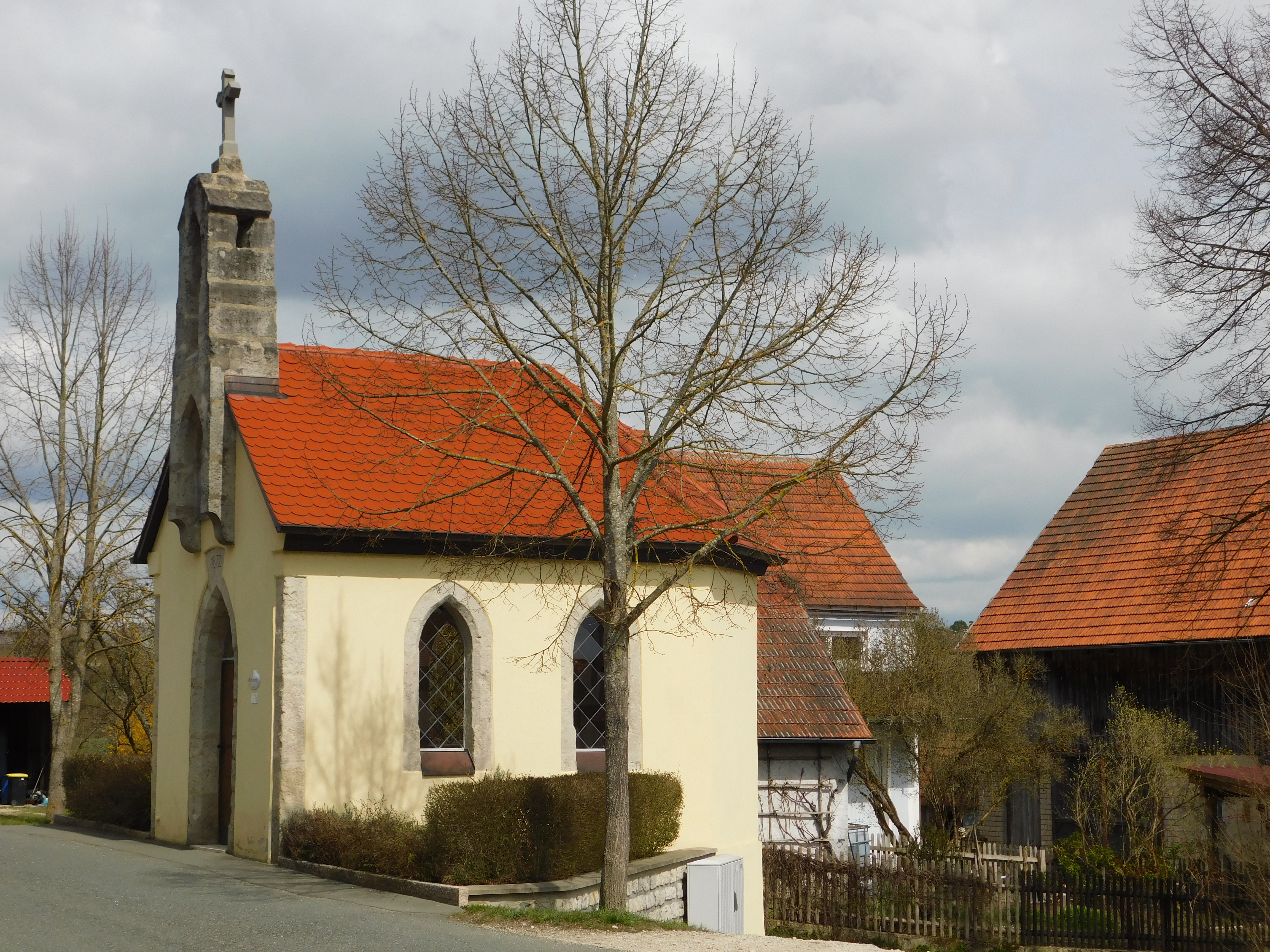
Die Kapelle Eichenbirkig

Baudenkmal ist eine nahe der Ortsmitte stehende katholische Kapelle.

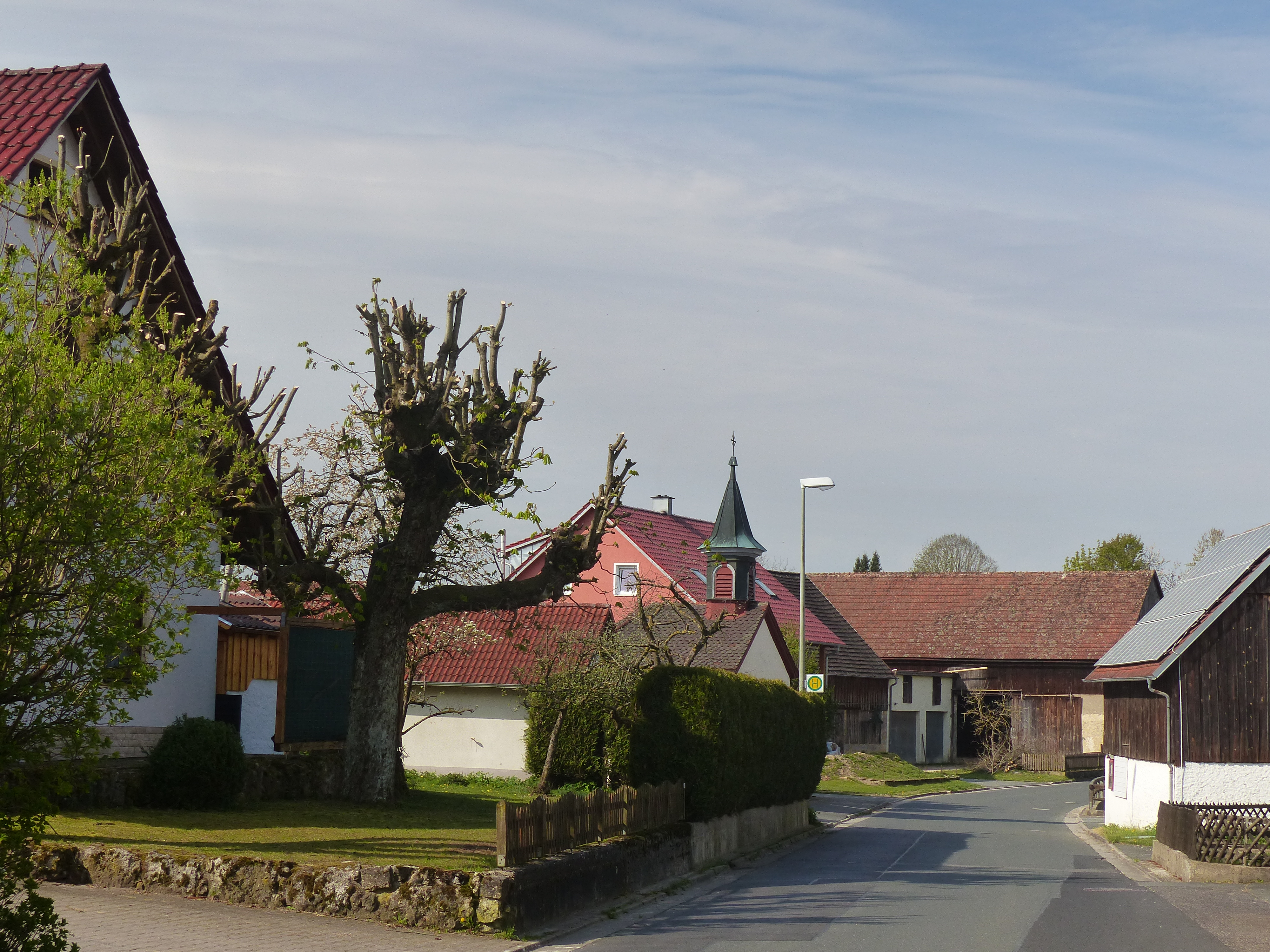
Die durch den Ort führende Gemeindeverbindungsstraße

## Verkehr
Eine aus dem Osten von der Staatsstraße St 2185 abzweigende Gemeindeverbindungsstraße durchquert den Ort und führt weiter nach Oberailsfeld. Vom ÖPNV wird Eichenbirkig von der Buslinie 396 des VGN bedient. Der nächstgelegene Bahnhof befindet sich in Ebermannstadt, es ist der kommerzielle Endbahnhof der Wiesenttalbahn.